# Genadiusz (Zerwos)
Genadiusz, imię świeckie Tsambikos Zerwos (ur. 8 lipca 1937 w Kremasti, zm. 16 października 2020) – grecki duchowny prawosławny w jurysdykcji Patriarchatu Konstantynopolitańskiego, metropolita Włoch i Malty.

## Życiorys
W 1960 r. ukończył seminarium duchowne na Chalki. W tym samym roku został wyświęcony na diakona, a 28 kwietnia 1963 r. – na kapłana.  W 1967 r. otrzymał godność archimandryty. W 1970 r. uzyskał stopień doktora teologii. 17 stycznia 1971 r. przyjął chirotonię biskupią z tytułem biskupa Kratei. Intronizowany na metropolitę Włoch i Malty 27 października 1996; urząd ten sprawował do śmierci.